# Muzeul Atomkeller
Muzeul Atomkeller („pivnița atomică”) este un muzeu de tehnologie nucleară situat într-o scobitură din stânca de sub castelul din Haigerloch, Baden-Württemberg. Această pivniță, inițial utilizată pentru producția berii, a fost transformată către sfârșitul celui de-al Doilea Război Mondial în vederea construcției reactorului experimental Haigerloch. Practic, acesta face parte din proiectul Arsenalului armatei germane de exploatare a energiei nucleare în scopuri militare. În acest scop a fost înființată societatea Uranverein (condusă de Werner Heisenberg) care a construit un reactor la Leipzig (1942); acestuia i-au urmat alți doi, unul la Berlin și cel de la Heigerloch.
Muzeul Atomkeller a fost deschis în 1980 și prezintă istoria cercetării nucleare germane de la Otto Hahn până în prezent. În muzeu există o replică la scara 1:1 a reactorului experimental, proiectat a funcționa cu uraniu natural în formă metalică drept combustibil, apă grea ca agent de răcire și moderat cu grafit. Acest reactor nu a fost niciodată funcțional. De asemenea, muzeul deține două cuburi originale de combustibil de uraniu, panouri de informare și modele și o replică a mesei de lucru utilizată de către Otto Hahn la descoperirea fisiunii nucleare. Exponatele prezintă vizitatorilor stadiul dezvoltării tehnologiei nucleare la vremea respectivă. Alături de replica reactorului Haigerlocher, sunt prezentate modele și documentația unor reactori nucleari mai recenți.
Cu ocazia celei de-a 100-a aniversări a lui Werner Heisenberg, în 2002 a fost inaugurată o expoziție permanentă numită Werner Heisenberg - Viața și Munca, situată în clădirea fabricii de ulei din apropierea muzeului.

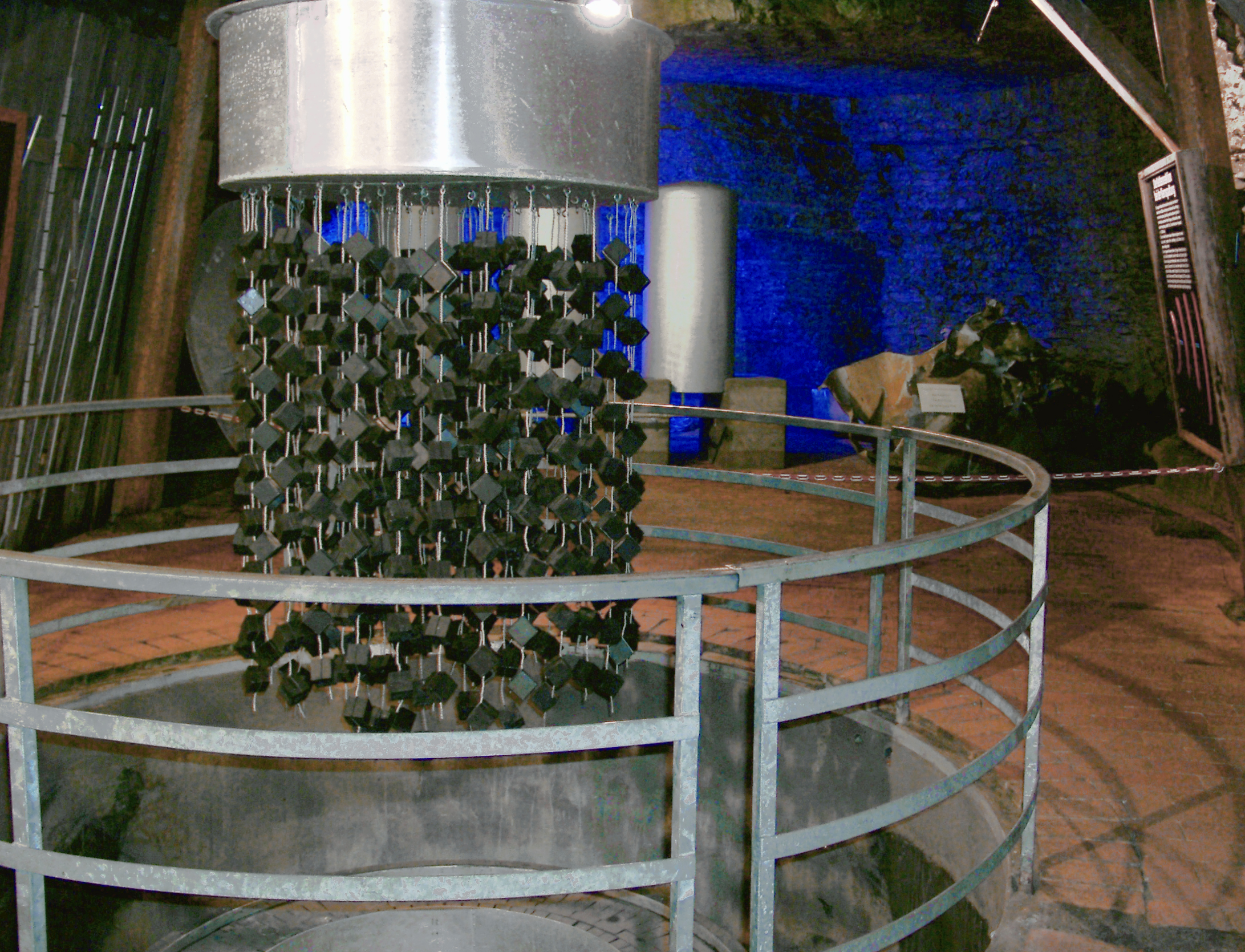
Ansamblul combustibilului nuclear (replică)
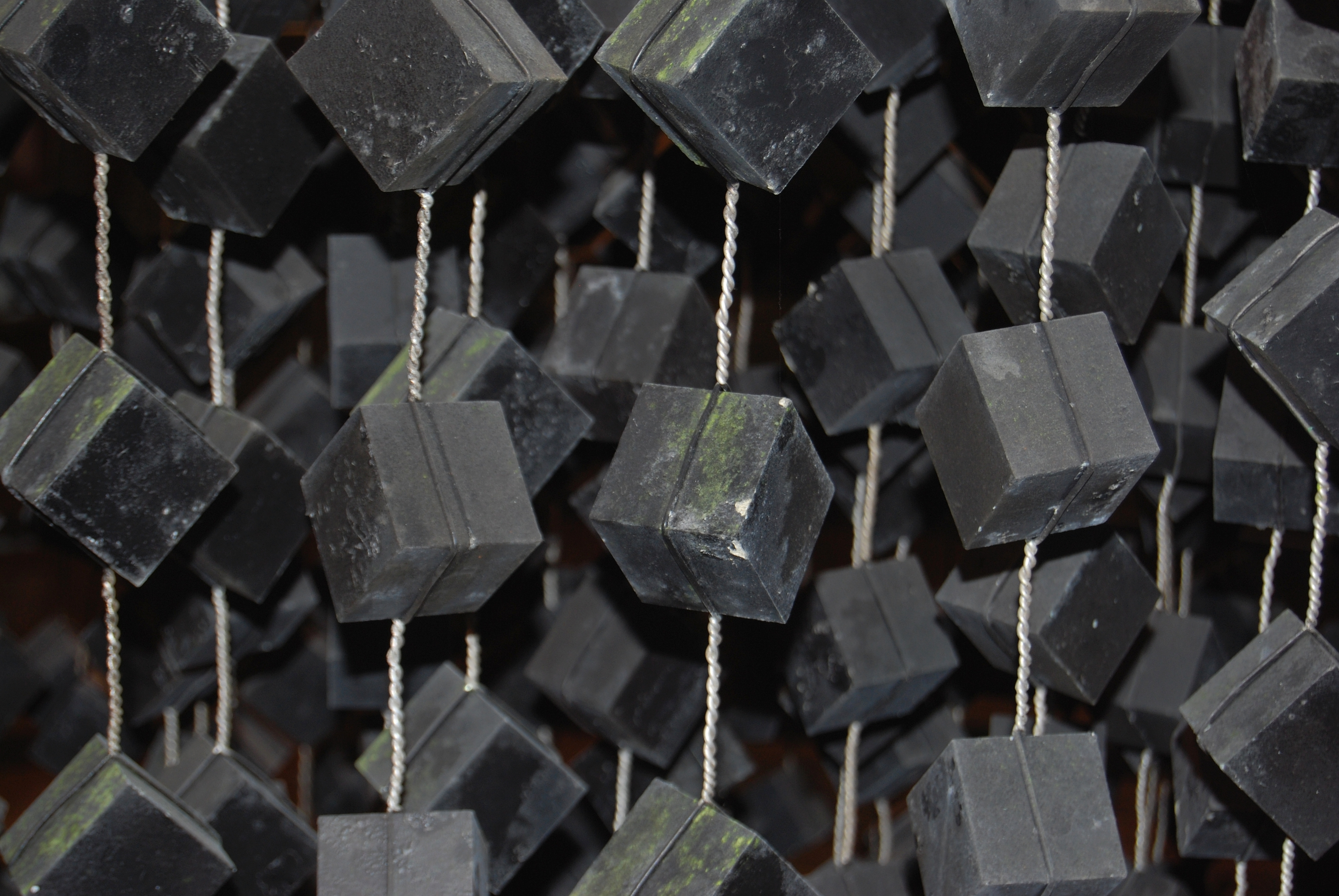
Detaliu asupra cuburilor de uraniu metalic (replică)
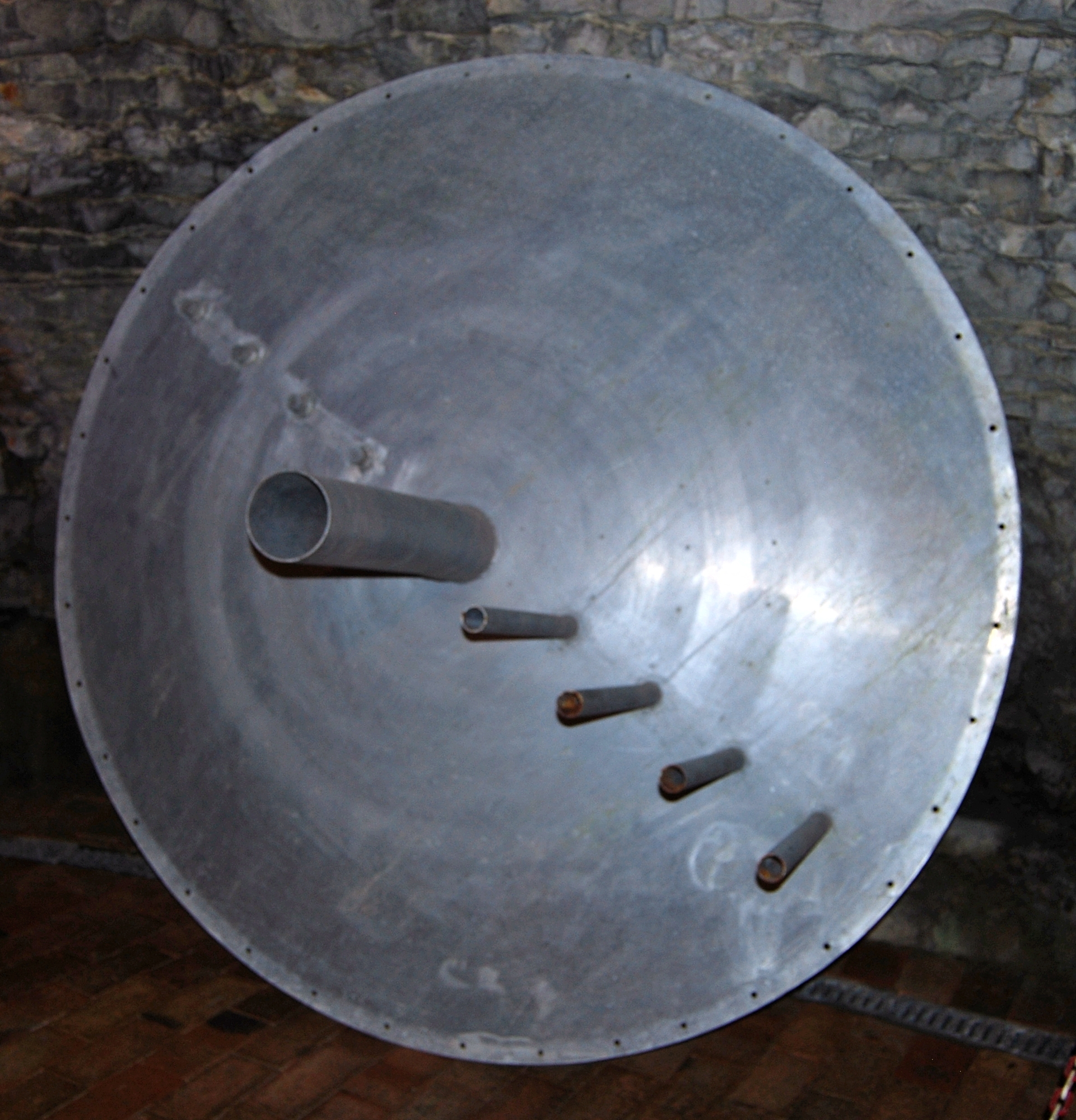
Capacul original al reactorului
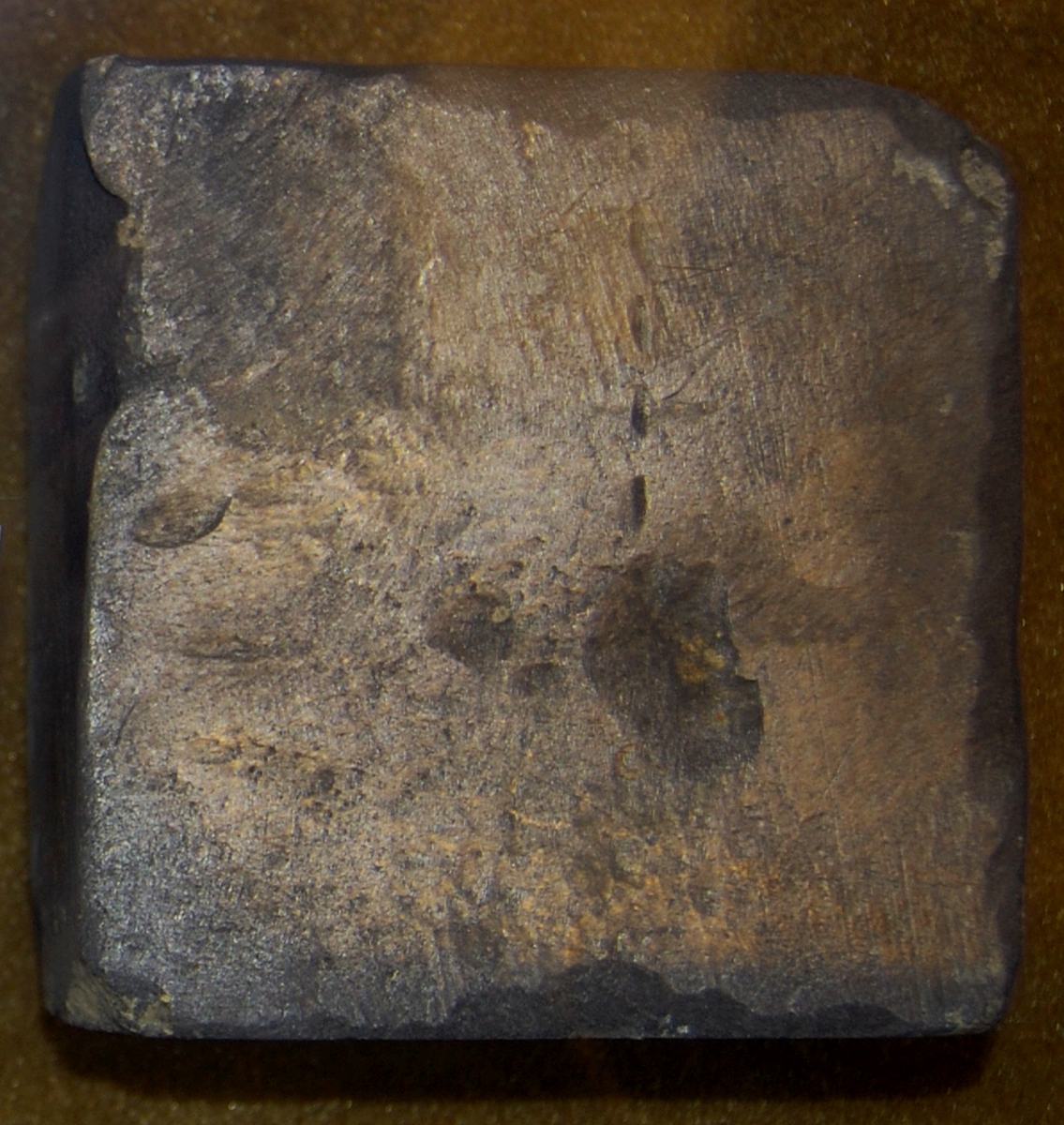
Bloc de grafit original

## Vezi și
- Uranprojekt
- Fisiune nucleară
- Otto Hahn
- Reactor nuclear
- Werner Heisenberg

## Legături externe
- Haigerloch Arhivat în 27 martie 2019, la Wayback Machine.
- Muzeul Atomkeller